# أبراج اللؤلؤ
أبراج اللؤلؤ هو مشروع سكني كبير يقع في المنامة عاصمة البحرين. يتكون المشروع بأكمله من ثلاثة أبراج كبيرة، برجان يتكونان من 50 طابق والبرج الثالث يتكون من 40 طابق. تقع الأبراج الثلاثة برج اللؤلؤ الذهبي (360 شقة)، برج اللؤلؤ الفضي (360 شقة)، وبرج اللؤلؤ الأسود (132 شقة) بجانب شارع الملك فيصل القريب من المعالم الشعبية مثل تقاطع الفاروق، برج بنك البحرين الوطني، مركز التجارة العالمي البحرين ومرفأ البحرين المالي. يغطي المشروع بأكمله مساحة 23230 متر مربع وبلغت تكلفة بنائه 251 مليون دولار أمريكي (94.878 مليون دينار بحريني).

## التصميم
شيدت أبراج اللؤلؤ من قبل شركة الحمد للإنشاء والتطوير حيث قام بالتصميم المعماري:
- جعفر طوقان.
- كوي المؤيد.
- حبيب مودارا.

الأبراج التي أنجزت في مارس 2009 يمكن أن تستوعب أكثر من 1100 سيارة في موقف السيارات ذو الأربع طوابق. أبراج اللؤلؤ تعتبر من ناطحات السحاب وتصنف كأحد البنايات الشاهقة على أفق المنامة.

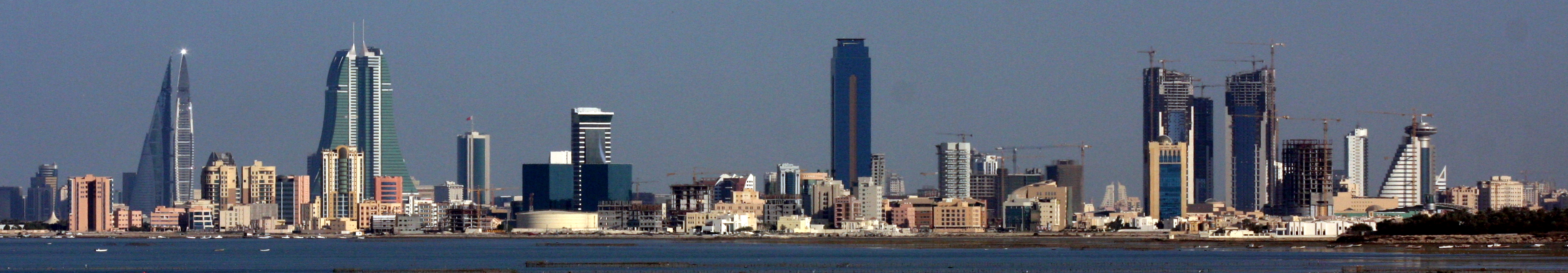
أفق المنامة

رؤية بانورامية للآفاق مجتمعة للمنامة والسيف. من اليسار إلى اليمين:
1. برجي مركز التجارة العالمي البحرين.
2. برجي المرفأ المالي البحرين.
3. برج بنك البحرين الوطني (البناء القصير بجانب مرفأ البحرين المالي).
4. برج المؤيد (الأطول في الصورة، وسط الصورة).
5. مشروع أبراج اللؤلؤ السكنية (ثلاثة أبراج، البرج الثالث المحجوب نوعا ما قيد الإنشاء في أقصى اليمين).

## وصلات خارجية
- الموقع الرسمي